# Buntu Bedimbar
Buntu Bedimbar is een bestuurslaag in het regentschap Deli Serdang van de provincie Noord-Sumatra, Indonesië. Buntu Bedimbar telt 15.402 inwoners (volkstelling 2010).